# Янтарна киселина
Янтарната киселина (С4Н6О4), позната още като бутандиова или сукцинова киселина, е карбоксилна киселина, която представлява безцветни кристали с т.т. 182 °C и т.к. 235 °C. Разтворима е във вода и етанол. Среща се в кехлибара, някои водорасли, захарната тръстика. Получава се при ферментацията на захар под влиянието на дрожди и плесени. Може да се получи от малеинова киселина чрез каталитична реакция. Използва се за производството на янтарен анхидрид и за производство на полиестери. Янтарната киселина е съединение, участващо в така наречения цикъл на Кребс, който е характерен за всички аеробни организми и протича в електротранспортната верига на митохондриите.